# اسپنسر رون
اسپنسر رون (Spencer Roane) (زادهٔ ۴ آوریل ۱۷۶۲ – درگذشتهٔ ۴ سپتامبر ۱۸۲۲)، وکیل، سیاستمدار و حقوقدان اهل ویرجینیا بود. او شش سال در مجلس نمایندگان ویرجینیا و یک سال در دفتر اجرایی ایالت (شورای ایالت) خدمت کرد. بخش عمده فعالیت دولتی‌اش در سمت قاضی بود، ابتدا در محکمه عمومی و سپس (به مدت ۲۷ سال) در محکمه استیناف (که بعداً به محکمه عالی ویرجینیا تبدیل شد)، فعالیت کرد.

## اوایل زندگی و تحصیلات
رون در ۴ آوریل ۱۷۶۲ در تاپاهان‌ناک به‌دنیا آمد. پدربزرگش، ویلیام رون، با تبار اسکاتلندی-ایرلندی، همچون سه برادرش در حوالی سال ۱۷۴۱ از ایرلند به شهرستان گلاستر ویرجینیا مهاجرت نمود و با یک زن محلی ازدواج کرد که حاصل این ازدواج شش فرزند بود. خانواده کمی به‌سوی شمال به ناحیه تاپاهان‌ناک که در آن زمان شهرستان راپاهانوک بود، نقل مکان کرده و پیشرفت کردند: ویلیام، پدر اسپنسر (که مالک مزارع در ناحیه‌ای بود که در سال ۱۶۹۲ به شهرستان اسکس تبدیل شد و همچنین در نزدیکی شهرستان پادشاه و ملکه بود) از سال ۱۷۶۹ تا زمان جنگ انقلابی آمریکا به عنوان دادستان (معاون وکیل پادشاه) شهرستان اسکس در خانه برگس‌ها خدمت می‌کرد و به عنوان سرهنگ شبه نظامی شهرستان در طول جنگ انقلابی آمریکا فعال بود. همان‌طور که در ادامه بیشتر بحث شده‌است، ویلیام با جودیت بال ازدواج کرد و صاحب پسری به نام توماس شد و سپس اسپنسر به‌دنیا آمد که بر اساس فامیل مادری نام‌گذاری شد.
اسپنسر رون تحصیلات اولیه خود را در خانه، زیر نظر یک معلم اسکاتلندی به نام بردفیوت طی کرد. او در سن ۱۴ سالگی وارد کالج ویلیام و مری شد تا زیر نظر جورج وایت حقوق بخواند. وایت در درک اندیشه‌های سیاسی ادوارد کوک و سیستم حقوقی مالکیت و همین‌طور قانون اساسی انگلستان به او کمک زیادی کرد، اما اسپنسر از مطالعه احقاق حق بر مبنای انصاف بیزار بود. رون همچنین به عضویت انجمن نسبتاً جدید فی بتا کاپا درآمد که در آن زمان یک انجمن ادبی و علوم بدیع بود. در کنار او، قضات آینده در محکمه عالی ایالات متحده همچون بوشرود واشینگتن و جان مارشال نیز حضور داشتند. پس از فارغ‌التحصیلی در ژانویه ۱۷۸۰، وقتی که کالج به‌طور موقت تعطیل شد تا سربازان آمریکایی و فرانسوی در آخرین لشکرکشی به یورک‌تاون در جنگ انقلابی آمریکا در آن مستقر شوند، رون به فیلادلفیا رفت و دو سال دیگر را در همان‌جا که آن روزها پایتخت کشور بود، به تحصیل در رشته حقوق پرداخت.

## قانون و سیاست
رون پس از بازگشت به ویرجینیا، حقوق را زیر نظر جان واردن آموخت. پس از آزمونی که هنری تازول و جان تیلور اهل کارولین از او گرفتند، رون در سال ۱۷۸۲ در سن ۲۰ سالگی در هیئت وکلای ویرجینیا پذیرفته شد.
هم اسپنسر رون و هم‌صنفی سابقش جان مارشال بلافاصله پس از شروع حرفه حقوقی خود وارد عرصه سیاست شدند و هر کدام در انتخابات مجلس نمایندگان ویرجینیا در سال ۱۷۸۳ از مناطق مختلف انتخاب شدند. قانون ویرجینیا به قانون‌گذاران اجازه می‌داد تا فعالیت‌های حقوقی را به صورت خصوصی ادامه دهند و رون نیز این کار را انجام داد. در آن سال شهروندان تاپاهان‌ناک، جوزف ویلیامسون را به روش قیر و پر شکنجه کرده بودند. جوزف ویلیامسون تاجری میهن‌پرست بود که چندین سال قبل از آن واقعه، به انگلیسی‌ها کمک کرده بود تا کشتی‌های‌شان را از طریق رودخانه راپاهانوک به آن منطقه بی‌آورند و شهر را بسوزانند. یکی از اولین پیشنهادهای قانونی رون، طوماری بود که طی آن درخواست کرده بود تا اتهامات علیه موکلانش رد شود، زیرا پیمان صلح با بریتانیا در پاییز، ماه‌ها بعد از آن حادثه امضاء شده بود.
رون یک پرسبیترین بود، نه یکی از اعضای کلیسای اسقفی که به‌طور رسمی تأسیس شده بود. آزادی مذهبی برای باپتیست‌ها و پرسبیترین‌ها در طول جلسات قانون‌گذاری ایالت جدید، موضوعی داغ بود. قانون‌گذاران ویرجینیا در دسامبر ۱۷۷۶ قوانینی را تصویب کرده بودند که سهل‌گیری مذهبی را اجباری می‌کرد و مالیات اجباری کلیسا را لغو می‌نمود. در سال ۱۷۸۴، قانون‌گذاران ویرجینیا اجازه تأسیس کلیسای اسقفی را اعطا کردند و همچنین اموال کلیسا را در اختیار کشیشان و اتاق‌های گردهمایی گذاشتند، مشروط بر این که گزارش‌ها موجودی سه‌ساله به محکمه‌های شهرستان ارسال شود. علی‌رغم اصرار پیروان کلیسای اسقف برجسته همچون پاتریک هنری، جان مارشال، ادموند راندولف و ریچارد هنری لی، قانون‌گذاران از تعیین مالیات برای حمایت از مسیحیت یا عبادت دسته‌جمعی خودداری کردند. رون از نظر مذهبی با هر دو مورد مخالفت کرده بود، اگرچه در انتهای جلسه رون اجازه داد تا تمام جوامع دین مسیحیت ادغام شوند. به علاوه، پس از رهبری جفرسون و مدیسون (و همچنین رون جوان)، قانون‌گذاران ویرجینیا در سال ۱۷۸۵ قانونی برای برقراری آزادی مذهبی تصویب کردند.
در نوامبر ۱۷۸۴، قانون‌گذاران همکار، رون را برای یک دوره یک ساله در شورای ایالتی ویرجینیا انتخاب کردند. بنا رون در طول آن سال که از ماه مه ۱۷۸۵ آغاز شده بود، به فرماندار پاتریک هنری کمک کرد. تنها مخالفت ثبت‌شده او مربوط به زمانی است که یک قاضیِ صلح را به دلیل سوءاستفاده از مقامش، اخراج کرد. رون فکر می‌کرد که وی در تفکیک قوا دخالت کرده‌است. رون پس از استعفا به نمایندگی از شهرستان‌های اسکس، پادشاه و ملکه و پادشاه ویلیام در مجلس سنای ویرجینیا انتخاب شد.
در طول بحث‌های پرآشوب در مورد تصویب قانون اساسی فدرال در سال ۱۷۸۷، رون به شرطی با تصویب آن موافقت کرد که یک منشور حقوقی علاوه شود، زیرا این سند قسمی که پیش نویس شده بود، اختیارات محفوظ را برای ایالت‌ها و مردم روشن نمی‌کرد.
اگرچه رون فعالیت قضایی خود را در سال ۱۷۸۹، یک سال پس از مرگ پدرش، آغاز کرد، همان‌طور که در زیر به آن پرداخته شده‌است، اما همچنان علاقه خود را به سیاست از دست نداد. در سال ۱۸۰۴، رون پسر برادر خود ریچی را که معلم مدرسه بود متقاعد کرد تا ریچموند انکوایرر را به عنوان جزء مکمل برای ریچموند رکوردر (که از فدرالیست‌ها حمایت می‌کرد) تأسیس کند. انکوایرر از حزب دموکرات-جمهوری‌خواه توماس جفرسون و دیگران حمایت می‌کرد. رون، ریچی و  جان براکنبرو - که همه از خانواده‌های برجسته شهرستان اسکس بودند- به دلیل قدرت سیاسی خود در محکمه‌های ولسوالی در سراسر ایالت و در میان مقامات وابسته به آنها به گروه اسکس معروف بودند. جان راندولف از روانوک، جان تیلور از ولسوالی کارولین، اندرو استیونسون و بنجامین واتکینز لی نیز بعداً به عنوان اعضای گروهی شناخته شدند که به آن گروه ریچموند می‌گفتند.
در واقع، برخی رون را رهبر حزب جمهوری‌خواه این ایالت می‌دانستند. او با توماس جفرسون در فعالیت‌های مختلفی از جمله انتخاب مکان برای دانشگاه ویرجینیا همکاری کرد.

## حرفه قضایی
در سال ۱۷۸۹، قانون‌گذاران دیگر، اسپنسر رون را که در آن زمان ۲۷ ساله بود، به عنوان قاضی محکمه عمومی منصوب کردند که در سال‌های ۱۷۷۷ و ۱۷۸۸ به عنوان محکمه بدوی سازماندهی شد. زمانی که رون در محکمه عمومی بود (که تا سال ۱۷۹۴ ادامه داشت)، یک قانون را به دلیل تداخل با استقلال قضایی در پرونده‌های کامپر علیه هاوکینز ۱، پرونده‌های ویرجینیا ۳۵–۵6 (1789-1814) لغو کرد (در مورد ادغام محکمه‌های عمومی و سلطنتی). محکمه استیناف این تصمیم را تأیید کرد، اما تاریخ دقیق آن مشخص نیست.
در سال ۱۷۹۴، رون از محکمه عمومی استعفا داد تا سمت قاضی محکمه استیناف را بپذیرد. وی جانشین ناظر سابق خود هنری تازول شد. در آن زمان تازول در سمت یک سناتور آمریکایی فعالیت می‌کرد. سپس رون سی و دو ساله مزرعه ماهاکنی خود را فروخت و به ریچموند نقل مکان کرد. تمام اعضای دیگر آن محکمه استیناف، شغل وکالت را قبل از تولد او آغاز کرده بودند. رون از قاضی برجسته، ادموند پندلتون، رهنمایی می‌گرفت و پس از مرگ او در سال ۱۸۰۳، رون به بانفوذترین قاضی آن محکمه عالی تبدیل شد و تا زمان مرگش در ۴ سپتامبر ۱۸۲۲ در آن سمت باقی ماند.
رون به خاطر دفاع از حقوق ایالت‌ها و همچنین برای مخالفت با جان مارشال، قاضی کل دیوان عالی ایالات متحده، شهرت یافت.